# Torneo Godó 1997 - Qualificazioni singolare
Le qualificazioni del singolare  del Torneo Godó 1997 sono state un torneo di tennis preliminare per accedere alla fase finale della manifestazione. I vincitori dell'ultimo turno sono entrati di diritto nel tabellone principale. In caso di ritiro di uno o più giocatori aventi diritto a questi sono subentrati i lucky loser, ossia i giocatori che hanno perso nell'ultimo turno ma che avevano una classifica più alta rispetto agli altri partecipanti che avevano comunque perso nel turno finale.
Le qualificazioni del torneo Torneo Godó 1997 prevedevano 28 partecipanti di cui 7 sono entrati nel tabellone principale.

## Teste di serie
1. Marcos Górriz (Qualificato)
2. Emilio Benfele Álvarez (primo turno)
3. Jens Knippschild (ultimo turno)
4. Albert Portas (Qualificato)
5. Jacobo Diaz-Ruiz (Qualificato)
6. Lars Rehmann (ultimo turno)
7. Arnaud Clément (primo turno)

1. Frédéric Fontang (ultimo turno)
2. Donald Johnson (primo turno)
3. Jose Imaz-Ruiz (primo turno)
4. Thierry Guardiola (ultimo turno)
5. David Salvador-Estepa (primo turno)
6. Hendrik Jan Davids (ultimo turno)
7. Álex López Morón (Qualificato)

## Qualificati
1. Marcos Górriz
2. Álex López Morón
3. David Salvador-Estepa
4. Albert Portas

1. Jacobo Diaz-Ruiz
2. Donald Johnson
3. Germán López

## Tabellone

### Legenda
| - Q = Qualificato - WC = Wild card - LL = Lucky loser | - ALT = Alternate - SE = Special Exempt - PR = Protected Ranking | - w/o = Walkover - r = Ritirato - d = Squalificato |

### Sezione 1
|  | Primo turno | Primo turno                | Primo turno        | Primo turno | Primo turno |  |  | Ultimo turno | Ultimo turno       | Ultimo turno       | Ultimo turno | Ultimo turno |  |
|  |             |                            |                    |             |             |  |  |              |                    |                    |              |              |  |
|  | 1           | Marcos Górriz              | 6                  | 6           | 6           |  |  |              |                    |                    |              |              |  |
|  |             | Juan-Antonio Saiz-Panadero | 7                  | 4           | 3           |  |  | 1            | Marcos Górriz      | Marcos Górriz      | 6            | 6            |  |
|  | 13          | Hendrik Jan Davids         | Hendrik Jan Davids | 6           | 6           |  |  | 13           | Hendrik Jan Davids | Hendrik Jan Davids | 3            | 4            |  |
|  |             | Albert Bassas              | Albert Bassas      | 2           | 2           |  |  |              |                    |                    |              |              |  |

### Sezione 2
|  | Primo turno | Primo turno            | Primo turno            | Primo turno | Primo turno |  |  | Ultimo turno | Ultimo turno     | Ultimo turno     | Ultimo turno | Ultimo turno |  |
|  |             |                        |                        |             |             |  |  |              |                  |                  |              |              |  |
|  |             | David Sánchez          | David Sánchez          | 6           | 6           |  |  |              |                  |                  |              |              |  |
|  | 2           | Emilio Benfele Álvarez | Emilio Benfele Álvarez | 2           | 4           |  |  |              | David Sánchez    | David Sánchez    | 4            | 2            |  |
|  | 14          | Álex López Morón       | Álex López Morón       | 6           | 7           |  |  | 14           | Álex López Morón | Álex López Morón | 6            | 6            |  |
|  |             | Oscar Martinez Dieguez | Oscar Martinez Dieguez | 2           | 6           |  |  |              |                  |                  |              |              |  |

### Sezione 3
|  | Primo turno | Primo turno           | Primo turno         | Primo turno | Primo turno |  |  | Ultimo turno | Ultimo turno          | Ultimo turno          | Ultimo turno | Ultimo turno |  |
|  |             |                       |                     |             |             |  |  |              |                       |                       |              |              |  |
|  | 3           | Jens Knippschild      | Jens Knippschild    | 7           | 6           |  |  |              |                       |                       |              |              |  |
|  |             | Oscar Serrano-Gamez   | Oscar Serrano-Gamez | 6           | 3           |  |  | 3            | Jens Knippschild      | Jens Knippschild      | 4            | 3            |  |
|  |             | David Salvador-Estepa | 3                   | 6           | 6           |  |  |              | David Salvador-Estepa | David Salvador-Estepa | 6            | 6            |  |
|  | 12          | Juan Luis Rascón Lope | 6                   | 3           | 1           |  |  |              |                       |                       |              |              |  |

### Sezione 4
|  | Primo turno | Primo turno                | Primo turno                | Primo turno | Primo turno |  |  | Ultimo turno | Ultimo turno   | Ultimo turno   | Ultimo turno | Ultimo turno |  |
|  |             |                            |                            |             |             |  |  |              |                |                |              |              |  |
|  | 4           | Albert Portas              | Albert Portas              | 6           | 6           |  |  |              |                |                |              |              |  |
|  |             | Salvador Navarro-Gutierrez | Salvador Navarro-Gutierrez | 2           | 0           |  |  | 4            | Albert Portas  | Albert Portas  | 6            | 6            |  |
|  |             | Jose Imaz-Ruiz             | 7                          | 4           | 7           |  |  |              | Jose Imaz-Ruiz | Jose Imaz-Ruiz | 1            | 3            |  |
|  | 10          | Julien Chauvin             | 5                          | 6           | 6           |  |  |              |                |                |              |              |  |

### Sezione 5
|  | Primo turno | Primo turno             | Primo turno             | Primo turno | Primo turno |  |  | Ultimo turno | Ultimo turno      | Ultimo turno      | Ultimo turno | Ultimo turno |  |
|  |             |                         |                         |             |             |  |  |              |                   |                   |              |              |  |
|  | 5           | Jacobo Diaz-Ruiz        | Jacobo Diaz-Ruiz        | 6           | 7           |  |  |              |                   |                   |              |              |  |
|  |             | Joaquín Muñoz Hernández | Joaquín Muñoz Hernández | 2           | 6           |  |  | 5            | Jacobo Diaz-Ruiz  | Jacobo Diaz-Ruiz  | 7            | 7            |  |
|  | 11          | Thierry Guardiola       | 5                       | 7           | 7           |  |  | 11           | Thierry Guardiola | Thierry Guardiola | 6            | 6            |  |
|  |             | Francisco Montana       | 7                       | 5           | 5           |  |  |              |                   |                   |              |              |  |

### Sezione 6
|  | Primo turno | Primo turno              | Primo turno              | Primo turno | Primo turno |  |  | Ultimo turno | Ultimo turno   | Ultimo turno   | Ultimo turno | Ultimo turno |  |
|  |             |                          |                          |             |             |  |  |              |                |                |              |              |  |
|  | 6           | Lars Rehmann             | Lars Rehmann             | 6           | 6           |  |  |              |                |                |              |              |  |
|  |             | Angel-Jose Martin-Arroyo | Angel-Jose Martin-Arroyo | 4           | 3           |  |  | 6            | Lars Rehmann   | Lars Rehmann   | 3            | 4            |  |
|  |             | Donald Johnson           | Donald Johnson           | 7           | 6           |  |  |              | Donald Johnson | Donald Johnson | 6            | 6            |  |
|  | 9           | German Puentes-Alcaniz   | German Puentes-Alcaniz   | 6           | 2           |  |  |              |                |                |              |              |  |

### Sezione 7
|  | Primo turno | Primo turno            | Primo turno            | Primo turno | Primo turno |  |  | Ultimo turno | Ultimo turno     | Ultimo turno     | Ultimo turno | Ultimo turno |  |
|  |             |                        |                        |             |             |  |  |              |                  |                  |              |              |  |
|  |             | Germán López           | Germán López           | 6           | 6           |  |  |              |                  |                  |              |              |  |
|  | 7           | Arnaud Clément         | Arnaud Clément         | 4           | 2           |  |  |              | Germán López     | Germán López     | 7            | 7            |  |
|  | 8           | Frédéric Fontang       | Frédéric Fontang       | 6           | 6           |  |  | 8            | Frédéric Fontang | Frédéric Fontang | 6            | 5            |  |
|  |             | Emilio Viuda-Hernandez | Emilio Viuda-Hernandez | 4           | 4           |  |  |              |                  |                  |              |              |  |